# (6187) Kagura
(6187) Kagura es un asteroide perteneciente al cinturón de asteroides, región del sistema solar que se encuentra entre las órbitas de Marte y Júpiter, más concretamente a la familia de Temis, descubierto el 2 de septiembre de 1988 por Henri Debehogne desde el Observatorio de La Silla, Chile.

## Designación y nombre
Designado provisionalmente como 1988 RD5. Fue nombrado Kagura en homenaje a la danza teatral sintoista japonesa Kagura, se ha realizado en lugares sagrados y en ocasiones especiales durante mil años en Japón.

## Características orbitales
Kagura está situado a una distancia media del Sol de 3,133 ua, pudiendo alejarse hasta 3,694 ua y acercarse hasta 2,572 ua. Su excentricidad es 0,179 y la inclinación orbital 1,934 grados. Emplea 2026,03 días en completar una órbita alrededor del Sol.

## Características físicas
La magnitud absoluta de Kagura es 12,8. Tiene 14,487 km de diámetro y su albedo se estima en 0,067. 